# فرودگاه تک‌بانده دیومو
فرودگاه تک‌بانده دیومو (به انگلیسی: Djoemoe Airstrip) یک فرودگاه همگانی با کد یاتا DOE است . این فرودگاه در کشور سورینام قرار دارد .